# Paths of Possession
Paths of Possession ist eine US-amerikanische Melodic-Death-Metal-Band aus Tampa, Florida, die 1999 von Randy Butman, Jay Fossen und dem ehemaligen Morbid-Angel-Gitarristen Richard Brunelle gegründet wurde.

## Geschichte
Im Jahr 2000 erschien das Debütalbum Legacy in Ashes bei dem Plattenlabel Splattergod Records. Drei Jahre später folgte bei dem gleichen Label eine Split-EP mit der ebenfalls aus Florida stammenden Band Dark Faith. Auf dieser Veröffentlichung gab der von seiner Hauptband Cannibal Corpse bekannte Sänger George Fisher seinen Einstand bei Paths of Possession. Die Band unterzeichnete in der Folge einen Plattenvertrag bei Metal Blade Records und wurde durch den Einstieg von Jack Goodwin und Nick Goodyear komplettiert. In dieser Besetzung nahm Paths of Possession die Alben Promises in Blood (2005) und The End of the Hour (2007) in den Mana Recording Studios von Erik Rutan auf. Die Coverbilder zeichnete jeweils, wie schon bei Legacy in Ashes, der belgische Künstler Kris Verwimp.

## Stil
Die Band bezeichnet ihren Musikstil als „solid mix of traditional heavy metal with influences of melodic death metal“. Sowohl die Musik, als auch George Fishers Gesang, wurden im Vergleich zu Cannibal Corpse als „melodischer“ beschrieben. Hervorgehoben wurden die „super-eingängigen“ Gitarren, die sich „immer wieder selbst übertrumpfend durch die Songs jagen“. Einzelne Lieder wurden mit der Musik von Obituary, Slayer und Amon Amarth verglichen.

## Diskografie
- 2000: Legacy in Ashes (Splattergod Records)
- 2003: The Crypt of Madness (Split-EP mit Dark Faith, Splattergod Records)
- 2005: Promises in Blood (Metal Blade Records)
- 2007: The End of the Hour (Metal Blade Records)